# Alexandrion Group
Alexandrion Group este cel mai mare producător și distribuitor de băuturi spirtoase și vinuri din România.
Grupul deține Distileriile Alexandrion și Crama The Iconic Estate. 
În 2003 Alexandrion Group a înființat Fundația Alexandrion prin intermediul căreia derulează proiecte de responsabilitate socială și acțiuni umanitare. Fundația Alexandrion susține cultura și sportul oferind premii personalităților din domeniul culturii și sportului, în cadrul evenimentelor anuale Gala Premiilor Constantin Brâncoveanu, Gala Premiilor Matei Brâncoveanu și Gala Trofeelor Alexandrion.
Din 2009 Alexandrion Group exportă produsele sale și pe piețe externe și totodată importă branduri internaționale de băuturi spirtoase și vinuri.
În 2017 grupul de companii a demarat extinderea la nivel global prin deschiderea biroului de operațiuni globale din Cipru și a biroului din Brazilia. Ulterior a achiziționat pachetul majoritar de acțiuni al V.M. Cavaway Ltd., care are ca activitate principală comercializarea și distribuția de băuturi alcoolice. În prezent, Alexandrion Group construiește o distilerie în New York (S.U.A), o investiție de 100 mil. USD.
Alexandrion Group are sediul central în România și birouri reprezentative în Grecia, Cipru, Brazilia și Statele Unite ale Americii.

## Istoric
Grupul de companii Alexandrion a fost fondat în 1994 de către Nawaf Salameh.
Născut în Marmarita, o localitate din Nord-Vestul Siriei, acolo unde și-a petrecut copilăria și adolescența, Nawaf Salameh a sosit în România în 1983, pentru a studia medicina, la Facultatea de Medicină din București. În 1991 a absolvit facultatea cu specializarea Medicină Generală, dar simțind că medicina nu este vocația sa a decis să înceapă o carieră în antreprenoriat. În 1992, aflat în Atena, unde își echivalase studiile și își realiza rezidențiatul la Spitalul Universitar, Nawaf Salameh a primit propunerea de a investi într-o mică fabrică din Creta, care producea doar două băuturi spirtoase: Alexandrion și Kreskova. În ciuda eforturilor depuse, producătorul nu l-a convins să intre în afacere.
La insistențele producătorului grec, Nawaf Salameh a mers în 1993 să viziteze mica fabrică din Creta, denumită Alkon și chiar dacă inițial nu a fost sigur că este o oportunitate bună de business, o întâmplare care i-a amintit de locurile în care și-a petrecut copilăria și de familia sa, l-a determinat să ia în considerare posibilitatea de a investi în mica fabrică.
„Era vară, geamurile mașinii erau deschise. Pe drum, toți trecătorii îl salutau pe cel care deținea fabrica. Acest moment mi-a adus aminte de locul în care m-am născut. Acolo, pe o distanță de doi kilometri mă salutam cu aproximativ 50 de oameni. Majoritatea, rude, unchi, mătuși, verișori și verișoare. Acesta a fost momentul în care am decis să fac afacerea cu cei doi greci”, a spus Nawaf Salameh.
Astfel, în același an a devenit acționar majoritar al companiei Alkon și a început să importe cele două băuturi produse, în România.
În 2000 Nawaf Salameh i-a convins pe partenerii greci să mute producția în România. În onoarea uneia dintre cele două băuturi spirtoase produse, firma creată în România a fost denumită Alexandrion – nume inspirat de Alexandru cel Mare. Ulterior, Nawaf Salameh a cumpărat aproximativ 20 de hectare de teren în satul Pleașa, comuna Bucov, Județul Prahova, unde a început construcția Distileriilor Alexandrion și a unei crame vaste. În același an au demarat și negocierile pentru achiziția a două fabrici care au devenit ulterior parte a grupului: fabrica Alexander din Iași  – deschisă încă din 1990 și fabrica SAB din Rădăuți, Suceava – specializată în producția de alcool,care funcționa încă din 1789. În 2004 cele două fabrici: Alexander și SAB, au fost încorporate în grupul Alexandrion. 
SAB este cea mai veche fabrică din Rădăuți, Bucovina, înființată in 1789 de preoții catolici austrieci la 15 ani de la anexarea Bucovinei la Imperiul Habsburgic. Atunci, pentru prima dată, metoda tradițională de obținere a băuturii alcoolice în casă a fost industrializată. Inițial, această fabrică producea bere și spirt, dar ulterior a început să producă rachiu de pere. După aproximativ 80 de ani, fabrica a fost vândută unui nou proprietar care a diversificat producția și a începe să distileze și fructe, în special cele de pădure, obținând afinată și vișinată. Ulterior, fabrica a fost confiscată de regimul comunist venit la putere în România. În 1990, după Revoluție, fabrica SAB de la Rădăuți a fost privatizată prin metoda MEBO. Avea o mie de acționari, angajați ai fabricii. De la aceștia, Nawaf Salameh a cumpărat fabrica și a redenumit-o SABER. Aici s-au produs ani la rând afinata, vișinata și caisata din portofoliul Alexandrion Group.
Tot în 2000, Nawaf Salameh a început demersurile pentru producția vinarsului Brâncoveanu, brandul premium al companiei, premiat în anii următori la competiții internaționale .
În 2003 Alexandrion Group a înființat Fundația Alexandrion prin intermediul căreia derulează proiecte de responsabilitate socială și acțiuni umanitare. O parte dintre proiectele Fundației au vizat susținerea diferitelor centre de plasament și organizații non-guvernamentale din toată țara prin oferirea de materiale pentru reamenajare și dotare, produse și  finanțarea programelor educative organizate de acestea: Centrul de plasament „Negru Vodă” Galați (Direcția de Protecție a Copilului Iași),  Adăpost de zi și de noapte pentru copiii străzii (Timișoara), Complexul de servicii comunitare „Prichindelul” (Sibiu), Hospice „Casa Speranței” (Brașov) sau Fundația „Children in Distress” Pitești sunt câteva dintre centrele susținute de Fundația Alexandrion.  
Începând din 2014 Fundația organizează anual gale în cadrul cărora premiază personalități ale culturii și sportului. Gala Premiilor Constantin Brâncoveanu  a avut ca sursă de inspirație povestea voievodului Constantin Brâncoveanu care a domnit 25 de ani în Țara Românească și a fost unul dintre cei mai importanți susținători ai culturii. În perioada domniei lui Constantin Brâncoveanu cultura românească s-a dezvoltat puternic. Domnitorul a inițiat și patronat construcția multor lăcașe de cult și clădiri laice, fiind totodată fondatorul unui nou stil architectonic: stilul brâncovenesc. Mănăstirea Hurezi (jud. Vâlcea), Biserica din Mogoșoaia (jud. Ilfov), Ansamblul Palatului Brâncovenesc din Potlogi (jud. Dâmbovița) sau Biserica Sfântul Gheorghe Nou din București sunt toate ctitorii ale lui Constantin Brâncoveanu. Voievodul a fost și un iubitori de carte, promovând și susținând tipărirea cărților în Țara Românească: prima Biblie în limba română a fost tipărită în timpul domniei sale. Fundația Alexandrion a plecat de la moștenirea culturală lăsată de domnitor pentru a oferi premii personalităților din diverse domenii culturale și științifice: teatru, sculptura, arhitectură, muzică, medicină sau economie. Printre laureați galei se numără actorul Mircea Albulescu, artistul Tudor Gheorghe, regizorul Lucian Pintilie, medicul Leon Dănăilă, economistul Ilie Șerbănescu și soprana Mariana Nicolesco. 
Gala Trofeelor Alexandrion este organizată anual de Fundația Alexandarion, începând din 2015. Evenimentul premiază sportivii care au obținut medalii la competiții naționale și internaționale importante în anul precedent. Printre premianții edițiilor anterioare se numără gimnastul Marian Drăgulescu, tenismanul Horia Tecău, jucătoarea de tenis Simona Halep, scrimera Ana-Maria Brânză, halterofila Loredana Toma și antrenorul Mircea Lucescu. 
În 2006 Alexandrion Group a lansat vinarsul Brâncoveanu, lăsat mai mulți ani la maturare în butoaie. În următorii ani, vinarsul Brâncoveanu a devenit lider în categoria sa, în România.
După aderarea României la Uniunea Europeană, în 2009, Alexandrion Group a început să dezvolte parteneriate cu marii producători de băuturi alcoolice din lume, exportând produsele sale pe piețe externe și, totodată, importând băuturi alcoolice internaționale pentru piața din România.
În 2017 grupul a demarat extinderea la nivel global prin deschiderea birourilor de operațiuni globale din Cipru și Brazilia . 
În 2018 Alexandrion Group a devenit activ într-o nouă piață: piața vinurilor liniștite și spumante. Grupul a achiziționat cele 6 companii deținute de Halewood România  și le-a grupat sub o nouă entitate, denumită The Iconic Estate. Vinurile The Iconic Estate sunt: Hyperion, Colecția Mitologică, Colina Piatra Albă, Byzantium, Prahova Valley, La Crama, La Umbra, Millennium și Rhein Extra.
Tot în 2018, grupul a demarat o investiție de 100 de milioane de dolari în construcția unei distilerii în SUA, la New York .
În 2019 Alexandrion Group a achiziționat pachetul majoritar de acțiuni al V.M. Cavaway , companie care are ca activitate principală comercializarea și distribuția băuturilor alcoolice, în Cipru. Achiziția face parte din planul de expansiune a grupului la nivel internațional.

## Distileriile Alexandrion
Comuna Bucov este situată în zona centrală a județului Prahova, la nord-est de municipiul Ploiești si este formată din satele Bighilin, Bucov (reședința), Chițorani, Pleașa și Valea Orlei. Bucovul este străbătut de trei ape curgătoare: Teleajenul, Iazul Morilor și Bucovelul. Prima mențiune documentară a așezării ar data de pe la 1431, când Dan al II-lea scrie tuturor târgurilor și vămilor țării că a reînnoit privilegiul comercial dat de Mircea cel Bătrân brașovenilor (DRH,I,p. 130). În anul 1600, Mihai Viteazul fost învins la Bucov de o oaste de poloni și moldoveni.
În comuna Bucov se află mai multe monumente istorice: biserica de lemn „Sfântul Nicolae” (secolul al XVII-lea) din Valea Orlei, Biserica Sfantul Stelian (1797) din satul Chițorani sau Casa Constantin Stere (1900), aflată în Parcul Constantin Stere de lângă Bucov.
Alexandrion Group a construit distileriile Alexandrion în comuna Bucov, sat Pleașa. Distileriile Alexandrion acoperă 20.000 mp  , au o capacitate de îmbuteliere de 42 milioane de litri și folosesc tehnologie de ultimă generație. Crama acoperă o suprafață de 1.500 mp și include 3.500 de butoaie în care sunt păstrate și maturate băuturile alcoolice produse.
La Distileriile Alexandrion sunt produse băuturile spirtoase din portofoliul grupului: vinarsul Brâncoveanu, Alexandrion, Cava D'Oro, Kreskova, Alexander, Zolmyr și Suman D41. Aceste băuturi au fost premiate de-a lungul anilor la multiple competiții naționale și internaționale, precum: The Brandy Masters , The Vodka Masters , International Wine & Spirits Competition  sau International Spirit Challenge .

## Crama The Iconic Estate
Dealu Mare este o zonă viticolă cu multiple podgorii aflată în județele Buzău și Prahova pe versantul sudic al dealurilor Istriței, care acoperă o lungime de aproximativ 65 km. Centrele viticole importante din această zonă sunt Boldești, Pietroasele, Săhăteni, Tohani, Ceptura, Valea Călugărească, Merei și Zorești. Primele documente scrise despre existența culturii viței de vie în această parte a țării datează din secolele XIV și XV. 
Partea de vest a masivului Dealu Mare prezintă soluri formate pe argile roșii, marne și în proporție mai redusă pe nisipuri fine roșcate și au un conținut ridicat în oxizi de fier, sunt foarte indicate pentru cultura soiurilor pentru vinuri roșii. Solurile din partea estică a masivului au la bază calcare sarmatice, argile, gresii și tufuri dacitice, depozite de nisipuri fine în alternanță cu pietriș format din fragmente de roci cristaline, lehmuri și löess.
Soiurile de struguri reprezentative pentru vinurile albe, cultivate în această zonă, sunt: Chardonnay, Pinot Gris, Pinot Blanc, Sauvignon Blanc, Fetească Albă, Fetească Regală, Muscat Ottonel, Tămâioasă Românească, Viognier. Soiurile de struguri reprezentative pentru vinurile roșii, cultivate în această zonă sunt: Cabernet Sauvignon, Cabernet Franc, Pinot Noir, Fetească Neagră, Merlot, Shiraz.
Crama The Iconic Estate, parte a Alexandrion Group, deține peste 255 ha de podgorii, cea mai mare parte dintre ele fiind situate in Dealu Mare. The Iconic Estate este producător, exportator și importator selectiv de vinuri spumante și liniștite. Crama deține instalații de producție și depozitare, trei linii de îmbuteliere, și pivnițe subterane. Crama din Tohani, Gura Vadului, are una dintre cele mai mari pivnițe din regiunea Dealu Mare și o capacitate de procesare de 5.000 tone de struguri pe an. Aici sunt produse aproximativ 3,6 milioane de litri de vin anual, reprezentând  aproximativ 5 milioane de sticle .Vinurile produse de The Iconic Estate sunt comercializate în mai mult de 40 de țări din întreaga lume.
Vinurile liniștite și spumante comercializate de Alexandrion Group: Hyperion, Colecția Mitologică, Colina Piatra Albă, Byzantium, Prahova Valley, La Crama, La Umbra, Millennium și Rhein Extra.
Vinurile The Iconic Estate au fost premiate la numeroase competiții naționale și internaționale, printre care: International Wine Contest Bucharest Vinarium , International Wine & Spirit Competition  sau Decanter World Wide Wine Awards .

## Pivnițele Rhein & CIE Azuga
Vinul spumant este un vin obținut prin două procese de fermentare. Prima fermentare este similară cu cea a vinului obișnuit, iar a doua este un proces prin care băutura reține dioxidul de carbon. Vinul spumant poate fi obținut prin mai multe metode.
Cea mai veche metodă de obținere a vinurilor spumante este metoda ancestrală sau rurală. Primul spumant din lume a fost obținut prin această metodă în 1531 de către călugării din Saint Hilaire și s-a numit vin de Blanquette. Metoda ancestrală presupune o singură fermentație a vinului în sticlă..
Metoda Charmat sau Cuveé, presupune ca cea de a doua fermentare are loc în tancuri sau cisterne din inox sau oțel inoxidabil. Peste vinul din acestea se adaugă amestecul de drojdie și zahăr, după care are loc procesul de răcire, limpezire și îmbuteliere a băuturii. Este o metodă creată în Franța.
Pivnițele Rhein & CIE Azuga, parte a The Iconic Estate, reprezintă  cea mai veche locație din România în care se produce vin spumant, după metoda Charmant, încă din 1892. Aici se produc vinurile spumante Rhein Extra. Calitatea acestor vinuri a fost apreciată de la început, iar din 1920 The Iconic Estate este furnizorul oficial de vinuri liniștite și spumante al Casei Regale a României.

## Expansiunea globală
Alexandrion Group are sediul central în România, birouri reprezentative în Grecia, Cipru, Brazilia și S.U.A și facilități de producție în România. Alexandrion Group construiește, în prezent, o unitate de producție în S.U.A, în New York. Unitatea va include o distilerie cu o suprafață de 12.000 mp, un centru pentru vizitatori și camere de degustare. Distileria va produce băuturi spirtoase premium, specifice pieței din S.U.A., precum whiskey, bourbon, gin, brandy și vodka. Aceste produse vor fi destinate preponderent pieței americane, dar vor fi exportate și către alte piețe internaționale .
În octombrie 2019, Alexandrion Group a finalizat achiziția pachetului majoritar de acțiuni al V.M. Cavaway Ltd . Cu sediul în Larnaca, compania a fost înființată în 2004, iar activitatea sa principală este comercializarea și distribuția de băuturi alcoolice, în Cipru.